# Барройльет, Гонсало
Гонсало Барройльет Костабаль (исп. Gonzalo Barroilhet Costabal; род. 19 августа 1986 или 13 августа 1986, Сантьяго) — чилийский легкоатлет, специалист по многоборьям. Выступал за сборную Чили по лёгкой атлетике в 2005—2015 годах, чемпион Южной Америки, действующий рекордсмен страны в семиборье и десятиборье, участник двух летних Олимпийских игр.

## Биография
Гонсало Барройльет родился 19 августа 1986 года в Сантьяго, Чили.
Проходил подготовку в США во время учёбы в Университете штата Флорида — состоял в местной легкоатлетической команде, неоднократно принимал участие в различных студенческих соревнованиях, в частности становился чемпионом первого дивизиона Национальной ассоциации студенческого спорта в семиборье.
Впервые заявил о себе в десятиборье на международном уровне в сезоне 2005 года, когда одержал победу на юниорском южноафриканском первенстве в Росарио и выступил на юниорском панамериканском первенстве в Уинсоре.
В 2007 году вошёл в основной состав чилийской национальной сборной, в десятиборье стал восьмым на Панамериканских играх в Рио-де-Жанейро, победил на чемпионате Южной Америки в Сан-Паулу.
Благодаря череде удачных выступлений удостоился права защищать честь страны на летних Олимпийских играх 2008 года в Пекине, однако досрочно завершил здесь выступление в десятиборье и не показал никакого результата.
После пекинской Олимпиады Барройльет остался в составе легкоатлетической команды Чили на ещё один олимпийский цикл и продолжил принимать участие в крупнейших международных стартах. Так, в 2011 году он выступил на Панамериканских играх в Гвадалахаре, где с результатом в 7986 очков стал в программе десятиборья четвёртым.
Находясь в числе лидеров чилийской национальной сборной, благополучно прошёл отбор на Олимпийские игры 2012 года в Лондоне — на сей раз набрал в сумме всех дисциплин десятиборья 7972 очка, расположившись в итоговом протоколе соревнований на 13-й строке.
В 2014 году на домашних Южноамериканских играх в Сантьяго взял бронзу в прыжках с шестом и стал серебряным призёром в десятиборье.